# Югский (Тверская область)
 Югский  — хутор в Сандовском районе Тверской области.

## География
Находится в северо-восточной части Тверской области на расстоянии приблизительно 16 км по прямой на запад по прямой от районного центра поселка Сандово.

## История
Хутор был отмечен уже только на карте 1978 года как поселение с 18 дворами. С 2005 до 2020 года входил в состав ныне упразднённого Лукинского сельского поселения.

## Население
Численность населения: 8 человек (русские 87 %) в 2002 году, 1 в 2010.